# 索利尼亚克-勒维让站
索利尼亚克-勒维让站是法国的一个铁路车站，位于法国中南部市镇勒维让，靠近索利尼亚克。

## 位置
索利尼亚克-勒维让站位于勒维让市区的北部，奥尔良－蒙托邦铁路412.919公里处。车站大致呈西北-东南走向，开口朝西南。

## 设施
索利尼亚克-勒维让站是一个无人看守的乘降所，原有的站房已废弃，现无任何售票设施或人工售票窗口，在该站上车的乘客需上车后主动购票或使用通勤卡。
索利尼亚克-勒维让站没有人行天桥或地下通道，前往下行方向站台的乘客需横穿铁路正线，因此该站存在一定的安全隐患。

## 停靠线路
以下列车线路在索利尼亚克-勒维让站停靠：
| 索利尼亚克-勒维让站列车线路表 |      |        |                |              |
| 线路                          | 车种 | 上一站 | 下一站         | 大致运行频率 |
| 利摩日—布里夫拉盖亚尔德       | TER  | 利摩日 | 皮埃尔比菲耶尔 | 每天3~7趟    |
| 1.                            |      |        |                |              |

## 配套交通

### 长途客车
| 停靠索利尼亚克-勒维让站的大巴车 |                             |                                                                      |
| 上下车地点                      | 运营单位                    | 主要线路及目的地                                                     |
| 勒维让市中心 Le Vigen Bourg     | 上维埃纳省城际客运 Moohv 87 | - 40：雅纳亚克、内克松、圣伊里耶拉佩尔什                             |
| 勒维让市中心 Le Vigen Bourg     | SNCF Car TER                | - 当铁路线施工或罢工时，SNCF可能会提供途径该线路沿途站点的临时大巴车 |
| 1. 2. 3.                        |                             |                                                                      |

### 市内交通
| 索利尼亚克-勒维让站附近的市内公共交通线路 |            |                                           |
| 公交车站名称                              | 位置       | 停靠线路                                  |
| Le Vigen Bourg 勒维让-城关                | 勒维让市区 | - 44：利摩日-丘吉尔广场 ↔ 索利尼亚克-城关 |
| 1. 2.                                     |            |                                           |

### 社会车辆
索利尼亚克-勒维让站门口可停靠少量社会车辆。

## 临近车站
| 索利尼亚克-勒维让站（Gare de Solignac - Le Vigen） |                               |                          |
| 上行车站                                           | 线路                          | 下行车站                 |
| 利摩日本笃会站 11.8km ←                            | POLT干线 （奥尔良－蒙托邦段） | 皮埃尔比菲耶尔站 → 8.8km |
| - 本表仅显示运营中的线路及车站                     |                               |                          |